# Sophie Ryckeboer-Charrier
Sophie Ryckeboer-Charrier (* 25. November 1964 in Vron, Département Somme, als Sophie Ryckeboer) ist eine ehemalige französische Fußballspielerin.

## Vereinskarriere
Sophie Ryckeboer wuchs in einem 700-Einwohner-Dorf in der Picardie auf. 1979 trat sie als 14-Jährige dem Sporting Club im 25 km entfernt liegenden Abbeville bei und spielte dort so erfolgreich, dass sie nur ein Jahr später bereits zur A-Nationalspielerin wurde (siehe weiter unten). Zwölf Monate darauf holten die gerade zum dritten Mal französische Meisterinnen gewordenen Frauen der AS Étrœungt die Linksverteidigerin zu sich. Bereits am Ende ihrer ersten dortigen Saison (1981/82) bestritt Sophie Ryckeboer ein Meisterschaftsendspiel, in dem die Nordfranzösinnen jedoch gegen Stade Reims mit 1:2 unterlagen. In den folgenden drei Jahren konnte Étrœungt allerdings nicht mehr an die Erfolge der zurückliegenden Jahre anknüpfen; deswegen wechselte die Spielerin 1985 über die Landesgrenze hinweg zu Cercle Brügge, bei dem sie zwei Spielzeiten in der höchsten belgischen Liga absolvierte. 
1987 kehrte Ryckeboer nach Nordfrankreich zurück. Mit dem FCF Hénin-Beaumont erreichte sie im Sommer 1988 wieder ein Endspiel um die französische Frauenmeisterschaft, in dem es erneut nur zum Vizemeistertitel reichte, weil die VGA Saint-Maur sich darin im Elfmeterschießen – nach 120 Spielminuten hatte es 1:1 gestanden – knapp mit 3:2 durchsetzte. Ebendiese VGA Saint-Maur war dann in der Spielzeit 1989/90 Sophie Ryckeboers letzte Vereinsstation, und dort gewann sie schließlich ihren ersten und einzigen nationalen Titel. Allerdings war es im Verlauf dieser Spielzeit zu eskalierenden teaminternen Querelen gekommen, die kurz vor dem Saisonhöhepunkt dazu führten, dass eine Reihe von Spielerinnen, darunter auch Ryckeboer, die Teilnahme am Meisterschaftsendspiel gegen die Kontrahentinnen der JS Poissy boykottierten. Anschließend beendete die erst 25-Jährige ihre fußballerischen Aktivitäten. Von 1994 bis 1998 soll sie freilich einer Quelle zufolge ihren „Rücktritt vom Rücktritt“ vollzogen und für den damaligen Zweitdivisionär Croix Blanche OSL Angers gespielt haben.
Anlässlich des Jubiläums „40 Jahre Frauenfußball in Frankreich“ (2010) hat sie an einem Spiel zweier Teams von Altinternationalen teilgenommen.

## Nationalspielerin
Sophie Ryckeboer – wann genau sie heiratete und den Familiennamen ihres Mannes hinzugefügt bekam, ist aus den verwendeten Quellen nicht zu ermitteln – debütierte im Juni 1980 beim 2:2-Unentschieden gegen Schweden in der französischen A-Nationalelf. Auch in der Folge setzte Nationaltrainer Francis Coché die blutjunge Verteidigerin regelmäßig ein, die in der ersten Hälfte der 1980er Jahre gemeinsam mit Marie-Agnès Annequin-Plantagenet, Marie-Noëlle Warot-Fourdrignier und Marie-Françoise Sidibé die defensive Stammformation bildete; lediglich im Kalenderjahr 1984 fand sie keine Berücksichtigung im französischen Aufgebot. Stammspielerin und „eine der tragenden Säulen der Bleues“ blieb Ryckeboer auch unter Cochés Nachfolger Aimé Mignot. Bis März 1990 (0:1 gegen die Niederlande) bestritt sie insgesamt 41 A-Länderspiele; ein Treffer gelang ihr dabei nicht. 
Ryckeboer-Charrier kam auch gegen Frauschaften aus dem deutschsprachigen Raum zum Einsatz, und zwar in vier Begegnungen gegen die Schweiz (je zwei Siege und Unentschieden zwischen 1981 und 1987) sowie bei der 0:2-Niederlage im Mai 1987 gegen die Bundesrepublik Deutschland, dem ersten Frauenländerspiel zwischen diesen beiden Nationen, in dem sie noch vor der Halbzeitpause eingewechselt wurde.

## Palmarès
- Französische Meisterin 1990 (ohne Einsatz im Endspiel), Vizemeisterin 1982 und 1988